# 煥然懿居
煥然懿居（英語：eResidence），前稱「馬頭圍道／春田街發展項目」，是香港市區重建局的一個重建項目，位於九龍紅磡馬頭圍道43至45J號、鶴園街6至8號及春田街1至23號單數樓宇，佔地3,377平方米，涉及17幢樓宇、業權159個和770名居民。項目重建成2幢住宅大樓，提供493伙。市建局在2018年12月31日公佈「港人首置上車盤」價單，以市價六二折發售，2019年3月抽籤、6月揀樓，2020年5月入伙。
煥然懿居 第三座（英語：eResidence Tower 3），前稱「春田街/崇志街發展計劃」，是市區重建局鄰近的另一個重建項目，位於九龍紅磡春田街2至24號及鶴園街2至4號的雙數樓宇，佔地2,475平方米，涉及14幢樓宇、業權70個和72名居民。項目重建成1幢住宅大樓，提供260伙。市建局在2023年9月26日公佈「港人首次置業計劃」價單，以市價七八折發售，隨後因樓市下滑，開售前調整實際折扣率至八七折。項目於2023年11月抽籤，2024年3月揀樓，預計關鍵日期為2026年11月30日。

## 歷史

### 前導
由於馬頭圍道45J唐樓在2010年1月29日發生倒塌事故，造成死傷、無家可歸及為生還者帶來嚴重的心理陰影，此事件亦引起香港社會對私人樓宇老化問題日益嚴重的關注。於事發後不足一月，香港政府委託市區重建局就該處進行重建，其中首要任務為迅速地實施特別措施以協助受到影響的居民解決居住環境安全問題，以及消除尚未搬遷的居民的心理負擔。

### 落實
翌月24日，時任財政司司長曾俊華透過《2010年至2011年度香港政府財政預算案》宣佈，批准市區重建局將此項目納入周年業務計劃內，並且根據《市區重建局條例》推展該項目。其後，發展局局長林鄭月娥、市區重建局主席張震遠及市區重建局行政總監羅義坤在同日下午舉行的新聞發布會中，公佈有關重建計劃及相關的特別措施。市區重建局估計整個重建項目的收購及重置成本約為14億4千7百萬港元，預計項目會有7億港元的虧損，當中未包括行政開支。而大約130名市區重建局職員在計劃公佈後即時在項目範圍內進行凍結人口調查，以確定住戶數目和了解樓宇的使用狀況。
2018年6月，林鄭月娥公布六項新房屋政策，當中包括將市區重建局馬頭圍道╱春田街項目改為首個港人首置上車盤 。項目在2018年12月31日公布樓書、價單及銷售細節，會以市價62折出售450個單位，售價介乎314.2萬元至660.5萬元，呎價為11,692元至13,969元。同時規定一人申請者只可選購開放式或一房單位。而業主在購入單位的首五年內不得出售或出租其單位；經過5年禁售限期後，業主需經市建局補地價後，才可在公開市場出售或出租單位。
截至2019年1月13日，共接獲逾1萬宗申請，超額逾21倍。市建局分析後發現，超過80%申請者屬18至38歲的「80後」和「90後」，反映「首置盤」對單身的年輕人及年輕家庭有相當吸引力。
2020年11月，餘下的43個單位以市價七折發售，售價介乎355.2萬元至798.3萬元，包括2個開放式單位、7個一房單位、5個兩房單位，以及29個三房單位。不過單身申請者只可選購開放式或1房戶。

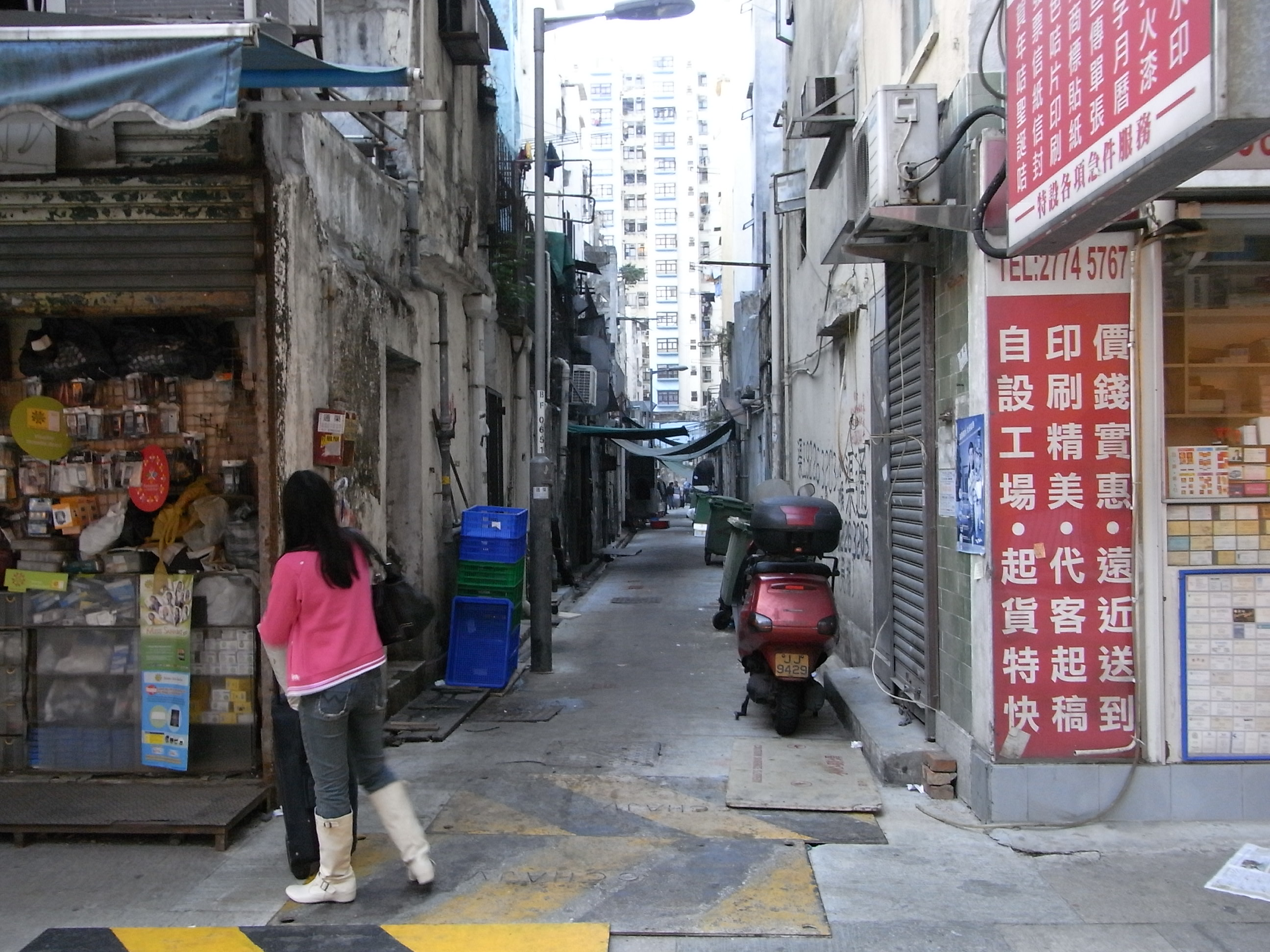
有關街道
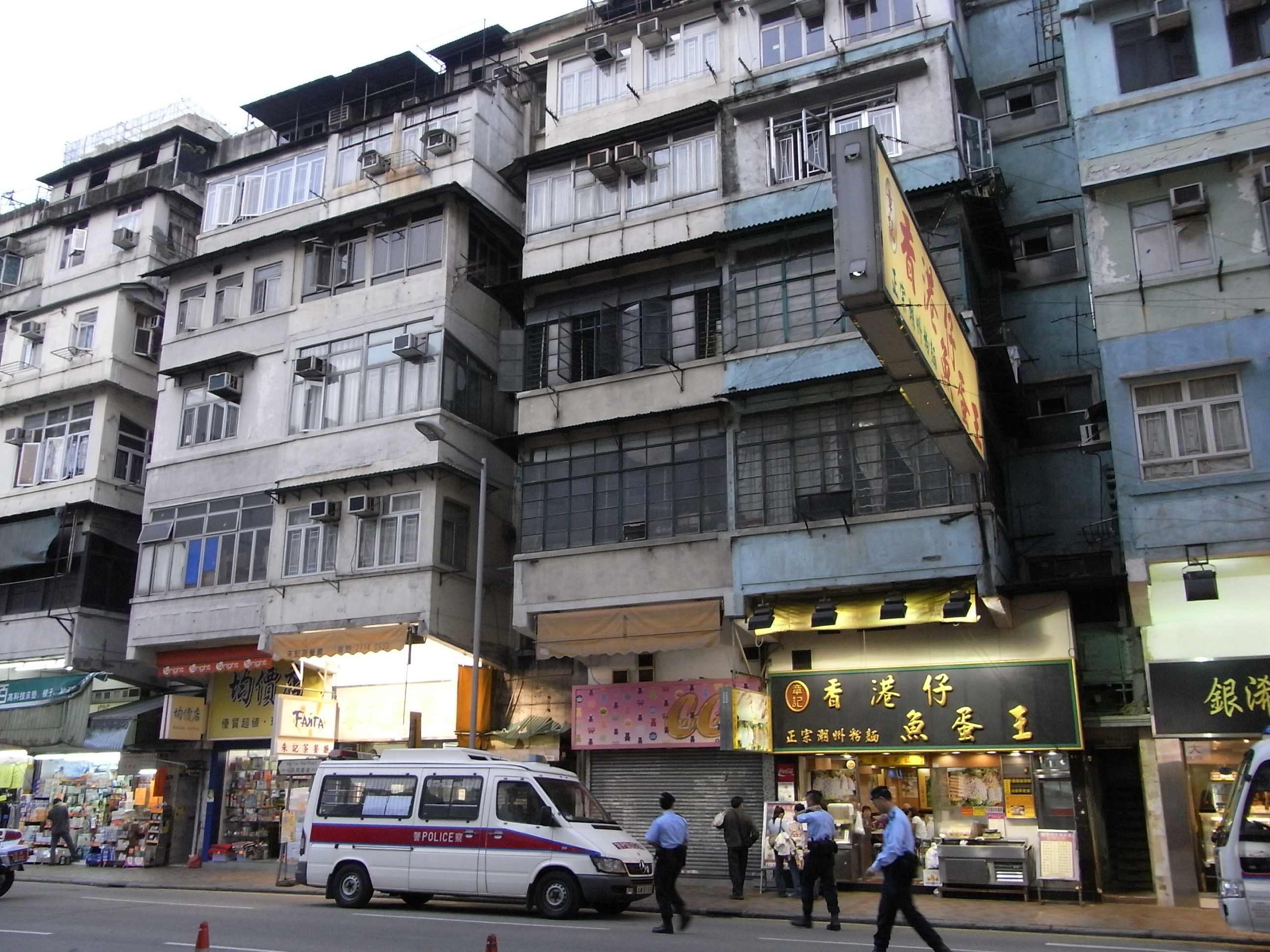
有關項目
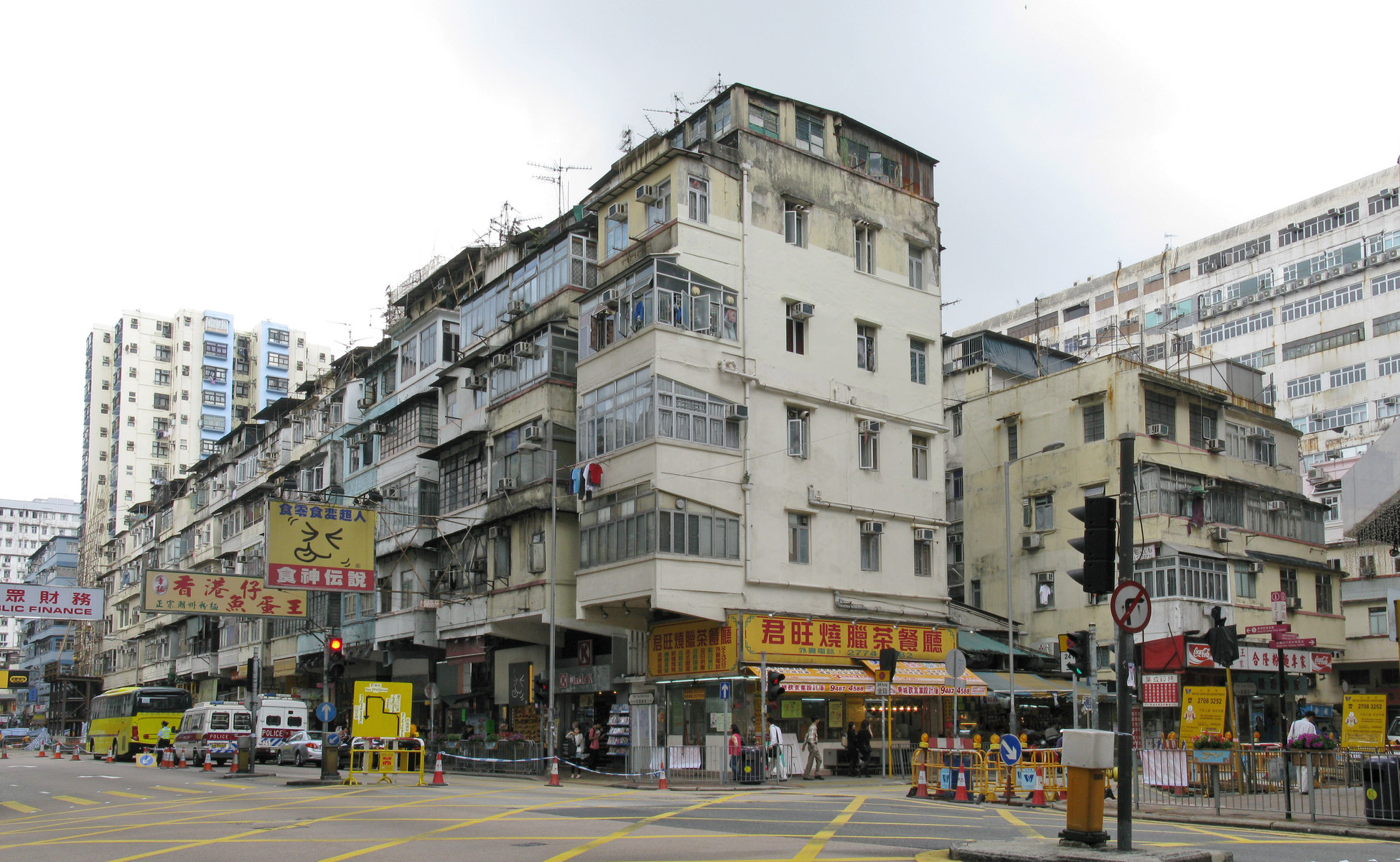
重建前（2010年2月）
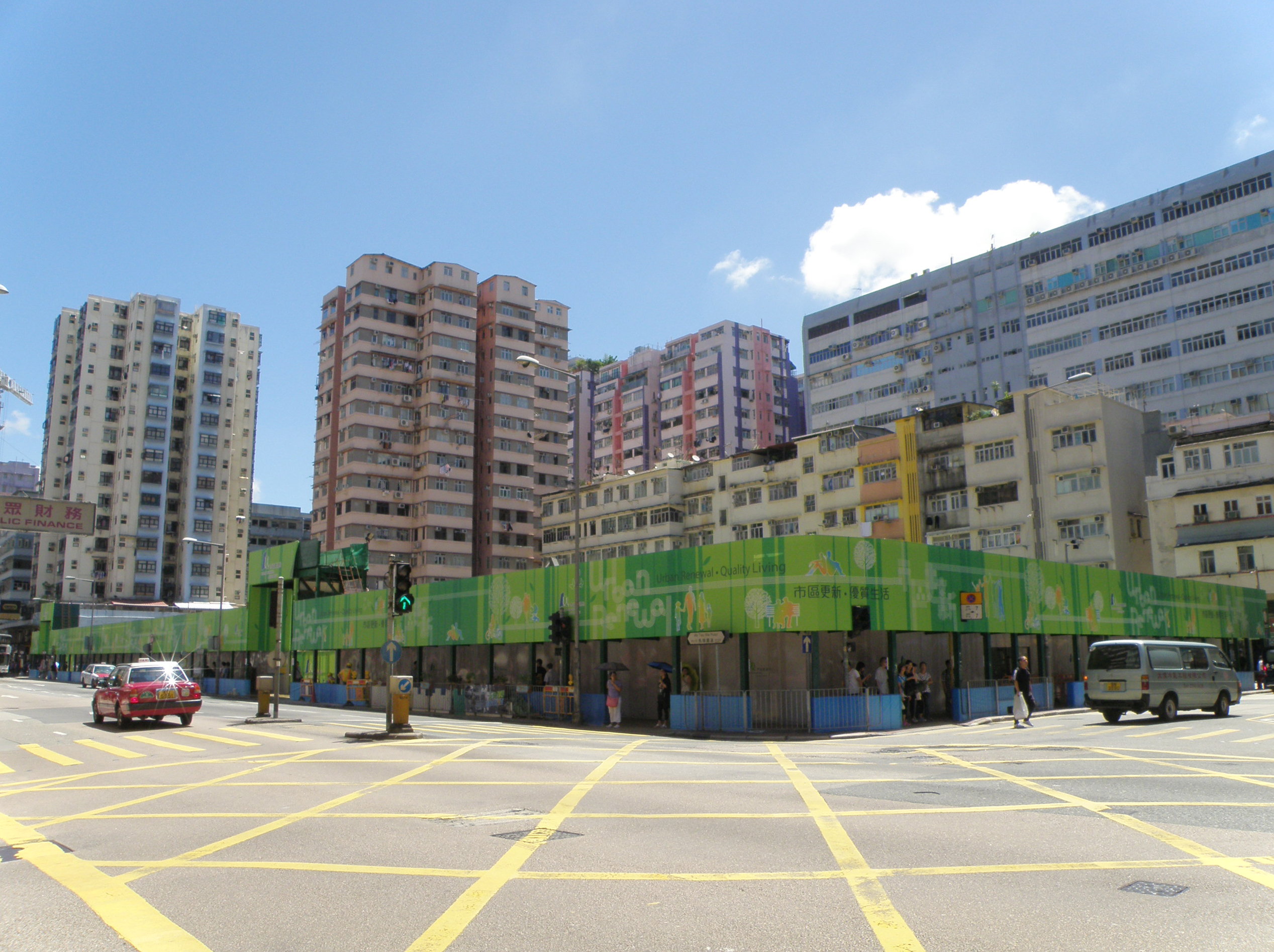
重建中（2015年6月）
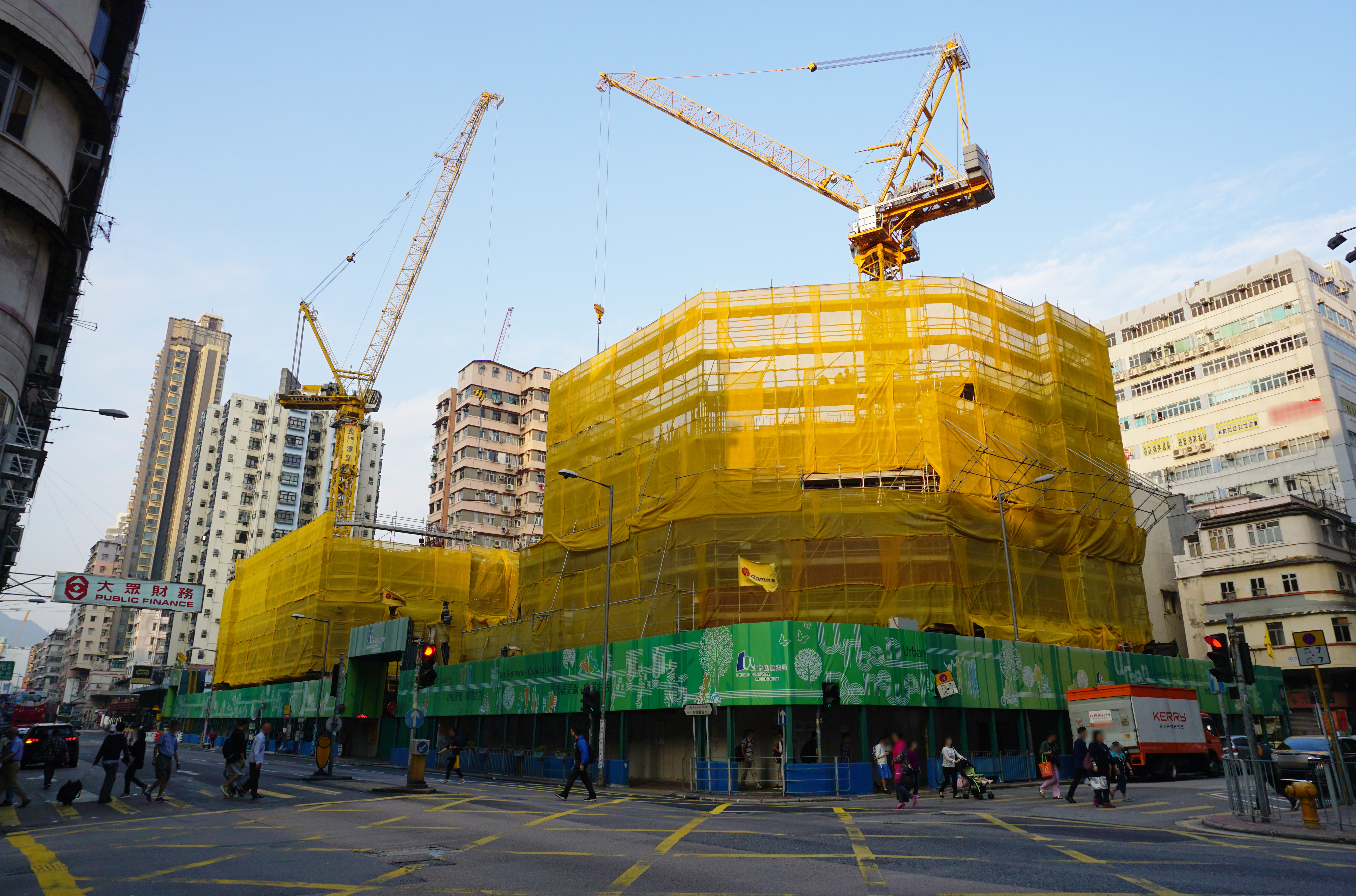
重建中（2017年10月）
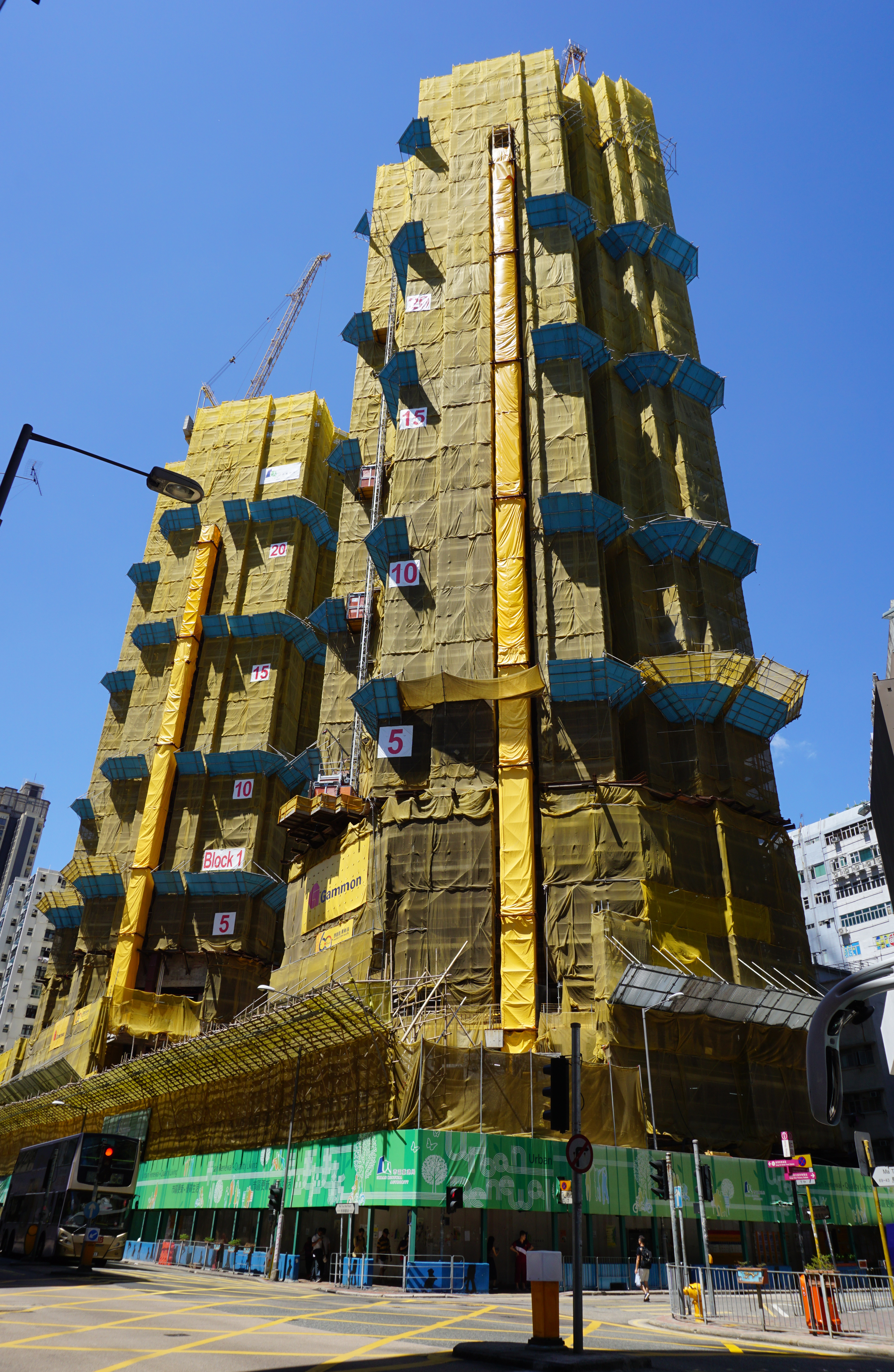
重建中（2018年5月）
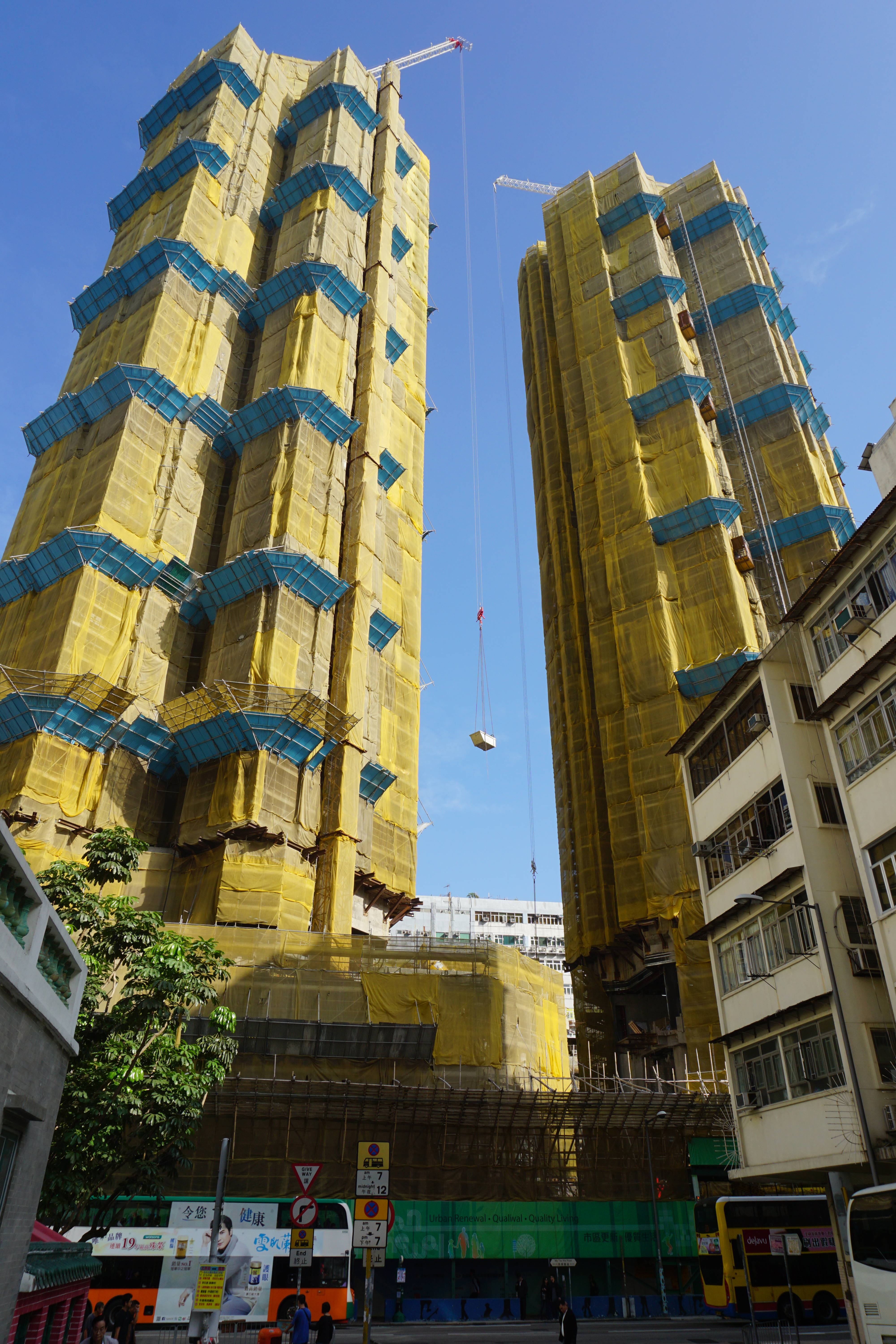
重建中（2018年12月）
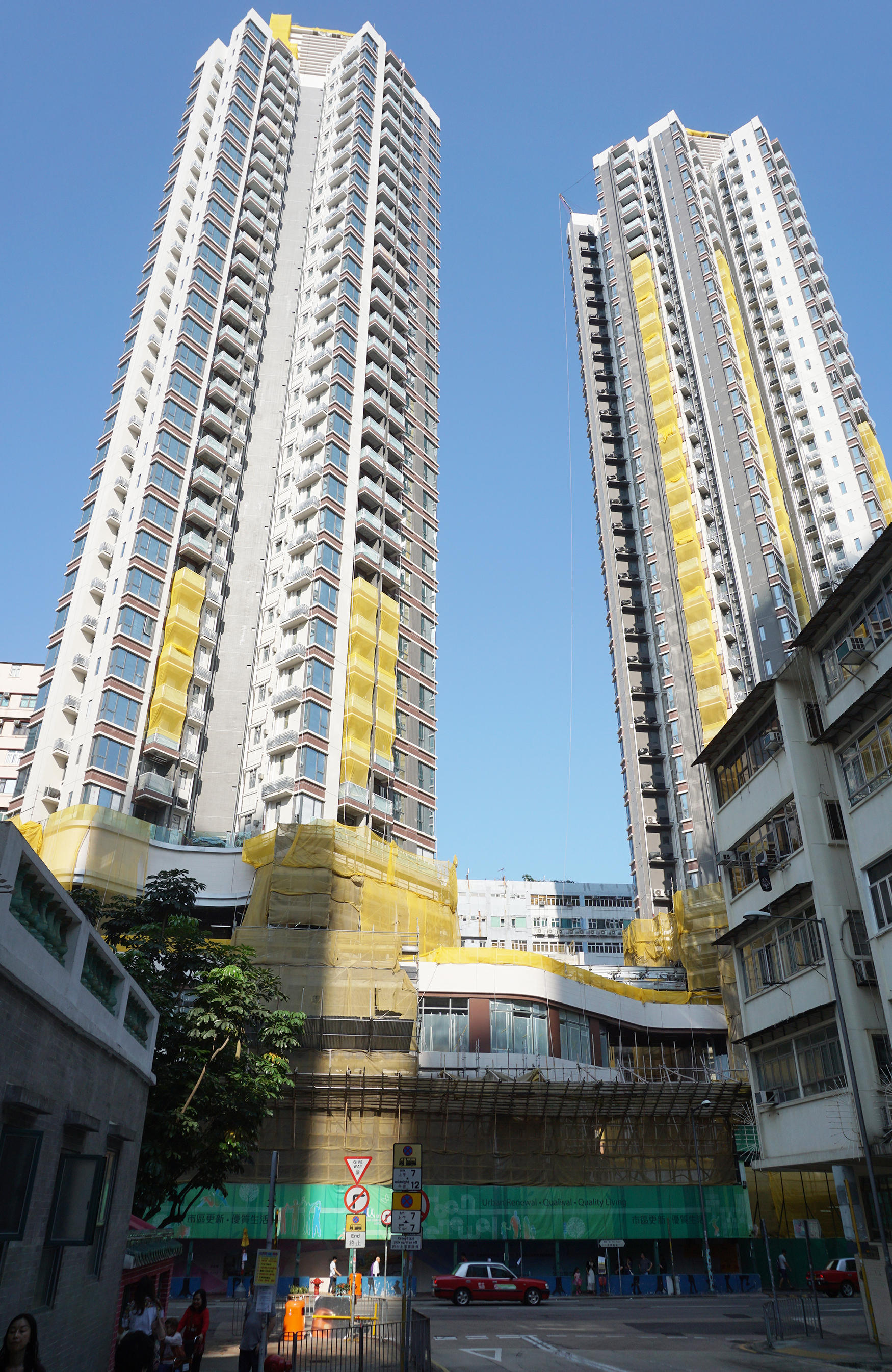
重建中（2019年5月）
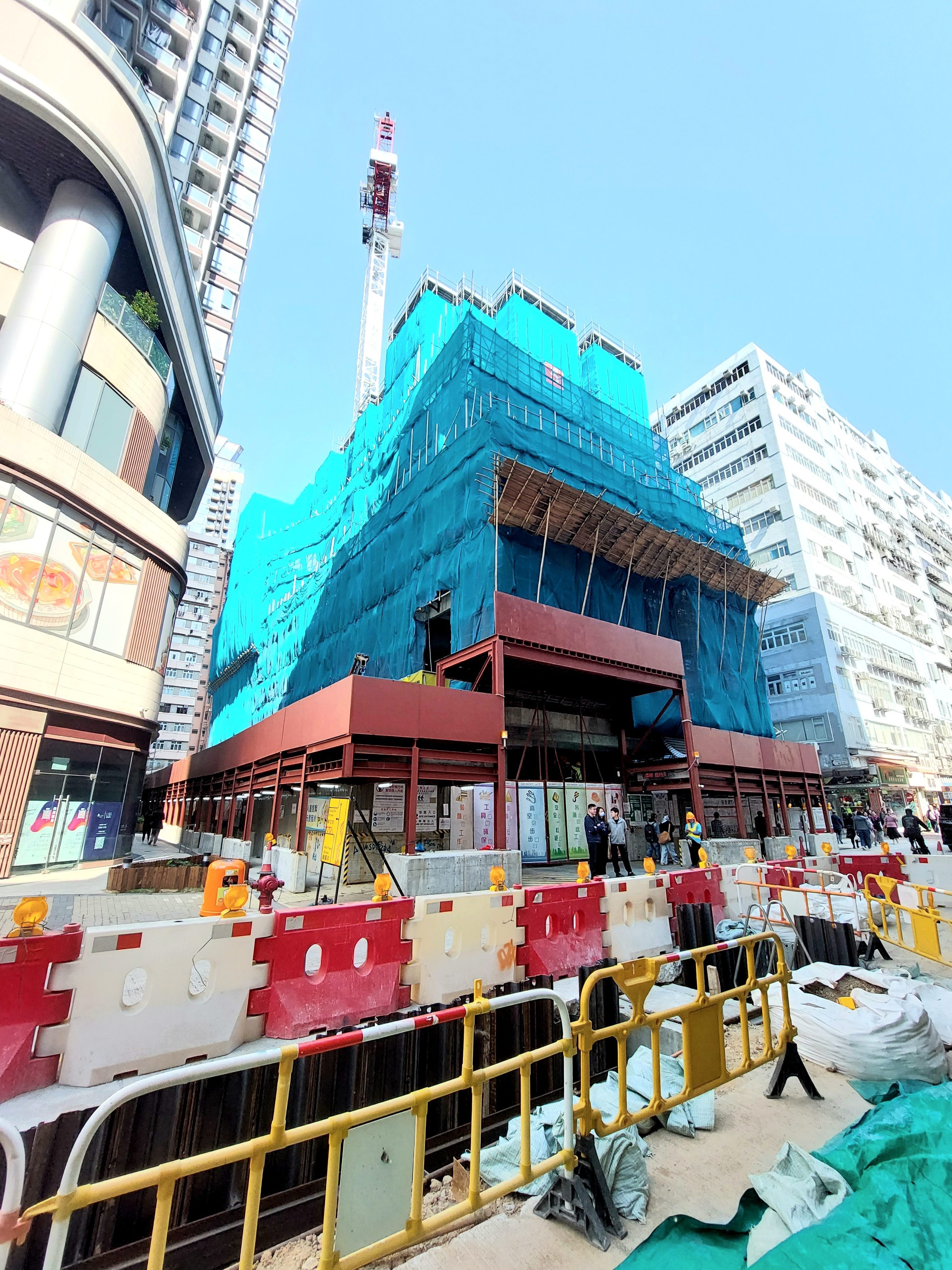
興建中的第三座（2025年1月）

## 住宅
煥然懿居共有兩座大廈，樓高33層（不設4樓、14樓、24樓和34樓），第一座及第二座分別一梯8伙和一梯9伙，8成屬於開放式及一房單位。5樓設特色戶，有戶外平台。單位面積介乎約261至507平方呎。
單位以智能家居作賣點，設有智能系統讓住戶跟訪客、管理員對話、得知升降機何時到達、實時報告共享洗衣機的使用情況、預約會所設施和跟進家裏水電煤可使用情況等。不過開放式單位並不提供洗衣機。
煥然懿居平台設兒童遊樂場。會所樓高兩層，設共享工作間、洗衣廊、健身室、遊戲室、燒烤場和儲物室等設施。
煥然懿居第三座有一座大廈，樓高32層（不設4樓、14樓、24樓和34樓），一梯10伙，提供125個一房、108個兩房及27個三房共260個「首置」單位，實用面積由約303平方呎至600平方呎。5樓設特色戶，有戶外平台。
煥然懿居第三座平台設兒童遊樂場。會所分別位於3樓平台及頂層36樓，設共享工作間、健身室、遊戲室、燒烤場和儲物室等設施。

## 商場
煥然懿居商場位於項目基座地下至二樓三層，面積約三萬三千多平方呎。2021年7月起已陸續有商戶開業。
煥然懿居第三座商場位於項目基座地下至二樓三層。

## 停車場
煥然懿居停車場位於項目地庫，提供22個住客停車位、1個暢通易達停車位、2個電單車停車位，及6個商業停車位。由於項目面積有限，為節省空間，停車場與地面入口由兩部車輛用升降機連接。
煥然懿居第三座停車場位於項目地庫，提供18個住客車位、1個訪客車位、1個暢通易達車位、1個住客電單車車位、3個商業電單車車位，及8個商業車位。停車場與地面入口由兩部車輛用升降機連接。

## 環境評估
煥然懿居根據香港綠色建築議會評定，評級為鉑金級。
煥然懿居第三座根據香港綠色建築議會評定，暫定評級為鉑金級。

## 外部連結
- 煥然懿居（页面存档备份，存于）
- 馬頭圍道╱春田街發展項目 （页面存档备份，存于）
- 《市建局啟動馬頭圍道/春田街項目及採取特別措施 （页面存档备份，存于）》(市建局新聞稿，2010年2月24日)
- 《市區重建局馬頭圍道/春田街發展項目-重建範圍平面圖[永久]》(市區重建局，2010年2月10日繪圖，2010年2月24日發佈)